# Eriogonum panguicense
Eriogonum panguicense là một loài thực vật có hoa trong họ Rau răm. Loài này được (M.E.Jones) Reveal mô tả khoa học đầu tiên năm 1965.